# Long Tall Sally (EP)
Long Tall Sally es el quinto EP por The Beatles, y su primer EP británico en contener canciones que no se habían editado en ningún sencillo o álbum. Este EP sólo fue publicado en mono, como cualquier EP por The Beatles. Parlophone lo catalogó como GEP 8913. En ventas Long Tall Sally llegó al puesto n.º11 y número uno en ventas de EP.
"I Call Your Name" es una canción escrita por Lennon/McCartney y es la única compuesta por ellos en este EP. Billy J. Kramer publicó su versión de esta canción en un sencillo, en el lado B "Bad to Me", una canción de Lennon, esta llegó al numeró n.º 1.
Las cuatro canciones de este EP fueron remasterizadas y puestas en CD por George Martin, también este EP entero fue lanzado con una de las compilaciones más importantes del grupo, Past Masters, Volume One en 1988.

## Lista de canciones
| Cara 1 |                                       |                     |          |  |
| N.º    | Título                                | Vocalista principal | Duración |  |
| 1.     | «Long Tall Sally» (Johnson)           | McCartney           | 2:04     |  |
| 2.     | «I Call Your Name» (Lennon-McCartney) | Lennon              | 2:09     |  |

| Cara 2 |                        |                     |          |  |
| N.º    | Título                 | Vocalista principal | Duración |  |
| 1.     | «Slow Down» (Williams) | Lennon              | 2:56     |  |
| 2.     | «Matchbox» (Perkins)   | Starr               | 1:59     |  |

Nota: La canción «Long Tall Sally» estaba acreditada solamente a Enotris Johnson en los créditos originales de este EP. En posteriores ediciones, el tema aparecería firmado por Enotris Johnson, Richard Penniman (nombre real del cantante Little Richard) y Robert Blackwell. 

## Otros lanzamientos
- En Estados Unidos, algunas canciones  de este EP fueron puestas en The Beatles' Second Album ("Long Tall Sally" y "I Call Your Name") y Something New ("Slow Down" y "Matchbox").

- En Canadá, las primeras dos canciones de este EP y su nombre fue usado para The Beatles' Long Tall Sally.

- En 1976, las cuatro de las canciones de este EP fueron puestas en el álbum de compilación, Rock 'N' Roll Music, una colección de 28 clásicos de los Beatles. Con el lanzamiento de este EP.

- En 1978, las canciones fueron incluidas en el LP Rarities y como parte de The Beatles Collection.

- Este EP fue incluido enteramente en la compilación Past Masters de 1988.

- Este EP también fue compilado en la colección The Beatles EP Collection con todos los EP del grupo, de 1981. El relanzamiento de este box set en 1992 también incluyó este EP en el 15.º disco en el álbum Compact Disc EP Collection, con canciones en mono.

- En diciembre de 2004, Capitol Records coloco el EP enteramente en el box set The Capitol Albums, Volume 1. El box incluye por primera vez las versiones originales de cuatro álbumes por Capitol en Compact Disc. Las canciones "Long Tall Sally" y "I Call Your Name" están en el disco 2, con "Slow Down" y "Matchbox" en el disco 3.